# Vasile Adamachi
Vasile Adamachi (n.  1 ianuarie 1817, Iași – d. 8/20 martie 1892, Iași) a fost prefect, senator, filantrop și om de știință român.
A făcut studiile în casa părintească și a ocupat diferite funcții în județul Vaslui. A lăsat Academiei Române o donație de două milioane și jumătate de lei sub titlul "Fondul Adamachi" al cărui venit servea în mare parte pentru scrierilor morale, îmbrăcămintea copiilor săraci, imprimări de lucrări premiate, stipendii, etc. Academia a oferit din acest fond Premiul Adamachi.
În prezent, mai multe străzi și școli din România poartă numele lui Vasile Adamachi (Colegiul Agricol si de Industrie Alimentara „Vasile Adamachi” din Iasi, o stradă din Timișoara, Hunedoara și București).

Monumentul funerar dedicat memoriei lui Vasile Adamachi, ridicat la inițiativa Academiei Române în 1894 în Cimitirul Eternitatea din Iaşi.